# Saxifraga epiphylla
Saxifraga epiphylla là một loài thực vật có hoa trong họ Saxifragaceae. Loài này được Gornall & H. Ohba mô tả khoa học đầu tiên năm 2000.